# 入聲
入聲（checked tone、entering tone）是音韻學之概念，包括入聲韻及入聲調。一般行文往往都混同、省稱此二概念為入聲。
入聲韻又稱促聲韻，是指傳承自古代漢語之一類音節結構，其韻尾以濁塞音快速結束，再無聲除阻，如「谷」（南京話[kuʔ˥]，廣州話[kʊk˥]）相對於「菇」（南京話[ku˧˩]，廣州話[ku˥]）。入聲字是指音節有此類結構之字，此類字之聲調在隋朝韻書《切韻》至宋朝韻書《廣韻》都屬入聲調類，其入聲聲調是短而急促。在該時代，中原語言有完整並穩定的入聲，有-p、-t、-k三套輔音韻尾。入聲調根據傳統音韻學屬於「四聲」之一，入聲調和非入聲之差別更多來自音質短促而非高低音調值。當時之具體調值已不可考，無法得知入聲與其他聲調在當時是否有相同調值。
中古漢語入聲演變成多種漢語變體之入聲調類，各種漢語之入聲調值或有不同，但調型一般都是短促急收藏。現代有不少漢語保留入聲，如粵語及客家话完整保留輔音韻尾以及入聲聲調；江淮官話、吳語等已丟失輔音韻尾，但擁有區別於其它聲調的急促聲調（清聲門塞音[ʔ]）；而閩語較為特別，閩北片僅剩清聲門塞音，但閩南片有四個（[p̚]、[t̚]、[k̚]、[ʔ]）。即使多數官話方言不再有入聲，入聲字如何歸派依舊是主流學界給官話分類的唯一標準。
另外，高本漢在《中國音韻學研究》提到他觀察到漢語入聲底層音為濁塞音，應表記為-b／-d／-g才對。趙元任也觀察到塞音韻尾的雙重阻塞。岩田禮（1984，1992）以生理語音學的方法，用光纖維鏡和肌電觀察入聲韻尾的緊喉運動情形，發現閩語閩南片與粵語粵海片的入聲韻尾確實有口腔及喉頭雙重閉鎖及緊喉的現象。

## 現況
入聲在中國各地的發展情況及表現形式各不相同。粵語、客家語、閩語（閩南片）、部分赣语、壯語、越南語以及漢藏語系其他一些語言的入聲字音節以輔音韻尾（多為[p̚]、[t̚]、[k̚]）作結，發出明顯短而急促的子音，音節聽起來有種急促閉塞的頓挫感。
部分湘語、吳語、江淮官话（淮语）、部分閩語（閩東片）、部分西南官話（岷江话）、部分赣语以及部分晉語也保留入声，但只帶弱喉塞韻尾[ʔ]，或依靠紧元音韵母来保持音节頓挫感（如四川宜宾话）。大部分官話方言（除江淮官话以外）的入聲已不復存在，大部分湘语、閩語（閩中片、閩北片）、以及中原官话、冀鲁官话、胶辽官话的少数方言尽管有入声，却已變成舒聲韻，失去了其原有的促聲韻特点，但它何時消失，历来都有不同观点。
漢字大概於隋、唐時代傳入日本，當時的漢語有入聲，日語保存入聲的痕跡至今，但日语音系无闭音节，一漢字分拆成兩音節，破音尾獨立成另一开音節（通常為か（ka）行、た（ta）行、わ（wa）行（[p]→[ɸ]→[w]→∅）的音節）。

## 入聲字表
- 入聲，一屋[-uk]

屋木竹目服福祿熟谷肉咒鹿腹菊陸軸逐牧伏宿讀犢瀆牘櫝黷轂複粥肅育六縮哭幅斛戮僕畜蓄叔淑菽獨卡馥沐速祝麓鏃蹙築穆睦啄覆鶩禿撲鬻輻瀑竺簇暴掬濮鬱矗複塾樸蹴煜謖碌毓舳柚蝠轆夙蝮匐觫囿苜茯髑副孰穀
- 入聲，二沃[-uuk]

沃俗玉足曲粟燭屬錄辱獄綠毒局欲束鵠蜀促觸續督贖浴酷矚躅褥旭欲淥逯告僕
- 入聲，三覺[-eok]

覺角桷較岳樂捉朔數卓汲琢剝趵爆駁邈雹璞樸確濁擢鐲濯幄喔藥握搦學
- 入聲，四質[-it]

質日筆出室實疾術一乙壹吉秩密率律逸佚失漆栗畢恤蜜橘溢瑟膝匹黜弼七叱卒虱悉謐軼詰戌佶櫛昵窒必侄蛭泌秫蟀嫉唧怵帥聿郅桎茁汨尼蒺
- 入聲，五物[-ot]

物佛拂屈鬱乞掘訖吃紱弗詘崛勿熨厥迄不屹芴倔尉蔚
- 入聲，六月[-jat]

月骨發闕越謁沒伐罰卒竭窟笏鉞歇突忽勃蹶筏厥蕨掘閥訥歿粵悖兀碣猝樾羯汨咄渤凸滑孛核餑垡閼堀曰訐
- 入聲，七曷[-at]

曷達末闊活缽脫奪褐割沫拔葛渴撥豁括聒抹秣遏撻薩掇喝跋獺撮剌潑斡捋襪適咄妲
- 入聲，八黠[-aet]

黠劄拔猾八察殺刹軋刖戛秸嘎瞎刮刷滑
- 入聲，九屑[-et]

屑節雪絕列烈結穴說血舌潔別裂熱決鐵滅折拙切悅轍訣泄咽噎傑徹別哲設劣碣掣譎竊綴閱抉挈捩楔蹩褻蔑捏竭契癤涅頡擷撤跌蔑浙澈蛭揭啜輟迭呐侄冽掇批橇
- 入聲，十藥[-ak]

藥薄惡略作樂落閣鶴爵弱約腳雀幕洛壑索郭博錯躍若縛酌托削鐸灼鑿卻絡鵲度諾橐漠鑰著虐掠獲泊搏勺酪謔廓綽霍爍莫鑠繳諤鄂亳恪箔攫涸瘧郝駱膜粕礴拓蠖鱷格昨柝摸貉愕柞寞膊魄烙焯厝噩澤矍各獵昔芍踱迮
- 入聲，十一陌[-eak]

陌石客白澤伯跡宅席策碧籍格役帛戟璧驛麥額柏魄積脈夕液冊尺隙逆畫百辟赤易革脊獲翮屐適劇磧隔益柵窄核擲責惜僻癖辟掖腋釋舶拍擇摘射斥弈奕迫疫譯昔瘠赫炙謫虢臘碩螫藉翟亦鬲骼鯽借嘖蜴幗席貊汐摭咋嚇剌百莫蟈繹霸霹
- 入聲，十二錫[-ek]

錫壁曆櫪擊績笛敵滴鏑檄激寂翟逖糴析晰溺覓摘狄荻戚滌的吃霹瀝惕踢剔礫櫟適嫡鬩覡淅晰吊霓倜
- 入聲，十三職[-jik]

職國德食蝕色力翼墨極息直得北黑側飾賊刻則塞式軾域殖植敕飭棘惑默織匿億憶特勒劾仄稷識逼克蜮唧即拭弋陟測冒抑惻肋亟殛忒嶷熄穡嗇匐鯽或愎翌
- 入聲，十四緝[-ip]

緝輯立集邑急入泣濕習給十拾什襲及級澀粒揖汁蟄笠執隰汲吸熠岌歙熠挹
- 入聲，十五合[-op]

合塔答納榻雜臘蠟匝闔蛤衲遝鴿踏颯拉盍搭溘嗑
- 入聲，十六葉[-ep]

葉帖貼牒接獵妾蝶篋涉捷頰楫攝躡諜協俠莢睫懾蹀挾喋燮褶靨燁摺輒撚婕聶霎
- 入聲，十七洽[-aep]

洽狹峽法甲業鄴匣壓鴨乏怯劫脅插押狎掐夾恰眨呷喋劄鉀
|               | 怒髮衝冠，憑欄處，瀟瀟雨歇[xĭɐt]； 抬望眼，仰天長嘯，壯懷激烈[lĭɛt]。 三十功名塵與土，八千里路雲和月[ŋĭwɐt]； 莫等閒，白了少年頭，空悲切[ʦʰiet]。 靖康恥，猶未雪[sĭuɛt]； 臣子恨，何時滅[mĭɛt]。 駕長車，踏破賀蘭山缺[kʰĭuɛt]； 壯志飢餐胡虜肉，笑談渴飲匈奴血[xiwet]。 待從頭，收拾舊山河，朝天闕[kʰĭwɐt]！ |
| ——岳飛 滿江紅 | |

## 音系對比
| 漢字 | 反切 | 類型   | 構擬上古音 （郑张尚芳） | 構擬中古音 （王力） | 官話          | 官話          | 官話          | 晋语   | 閩語     | 吳語   | 粵語   | 贛語   | 客語(腭齦音/無) | 日語       | 日語       | 朝鲜语      | 越南語      | 越南語      |
| 漢字 | 反切 | 類型   | 構擬上古音 （郑张尚芳） | 構擬中古音 （王力） | 北京官话 北京 | 江淮官話 南京 | 西南官话 乐山 | 太原   | 福州     | 蘇州   | 廣州   | 贛語   | 客語(腭齦音/無) | 吳音       | 漢音       | 首爾音      | 河內音      | 西貢音      |
| ---- | ---- | ------ | ----------------------- | ------------------- | ------------- | ------------- | ------------- | ------ | -------- | ------ | ------ | ------ | --------------- | ---------- | ---------- | ----------- | ----------- | ----------- |
| 合   | 侯閤 | 全濁入 | */guːb/                 | [ɣɒp]               | hé [xɯʌ³⁵]    | ho5 [xoʔ˥]    | [xæʔ]         | [xaʔ]  | [haʔ˥]   | [ɦəʔ]  | [hɐp˨] | [hot̚]  | [hap̚]           | gapu→gō    | kapu→kō    | hap、[ha̠p̚]  |             |             |
| 合   | 侯閤 | 全濁入 | */guːb/                 | [ɣɒp]               | hé [xɯʌ³⁵]    | ho5 [xoʔ˥]    | [xæʔ]         | [xaʔ]  | [haʔ˥]   | [ɦəʔ]  | [hɐp˨] | [hot̚]  | [hap̚]           | gapu→gō    | kapu→kō    | hap、[ha̠p̚]  | [həːʔp̚˧ˀ˨ʔ] | [həːʔp̚˨ˀ˧ʔ] |
| 十   | 是執 | 全濁入 | */gjub/                 | [ʑĭĕp]              | shí [ʂ͡ɨ³⁵]    | shr5 [ʂʅʔ˥]   | [seʔ]         | [səʔ]  | [sɛiʔ˥]  | [zəʔ]  | [sɐp˨] | [set̚]  | [ʃip̚]/ [sɨp̚]    | jipu→jū    | sipu→shū   | sip、[ɕip̚]  |             |             |
| 十   | 是執 | 全濁入 | */gjub/                 | [ʑĭĕp]              | shí [ʂ͡ɨ³⁵]    | shr5 [ʂʅʔ˥]   | [seʔ]         | [səʔ]  | [sɛiʔ˥]  | [zəʔ]  | [sɐp˨] | [set̚]  | [ʃip̚]/ [sɨp̚]    | jipu→jū    | sipu→shū   | sip、[ɕip̚]  | [tʰɜʔp̚˧ˀ˨ʔ] | [tʰɐʔp̚˨ˀ˧ʔ] |
| 佛   | 符弗 | 全濁入 | */bɯd/ （後造字）       | [bĭuət]             | fó [fuɔ³⁵]    | fu5 [fuʔ˥]    | [fʊʔ]         | [fəʔ]  | [huʔ˥]   | [vəʔ]  | [fɐt˨] | [fut̚]  | [fut̚]           | butu→butsu | putu→futsu | bul、[pul]  |             |             |
| 佛   | 符弗 | 全濁入 | */bɯd/ （後造字）       | [bĭuət]             | fó [fuɔ³⁵]    | fu5 [fuʔ˥]    | [fʊʔ]         | [fəʔ]  | [huʔ˥]   | [vəʔ]  | [fɐt˨] | [fut̚]  | [fut̚]           | butu→butsu | putu→futsu | bul、[pul]  | [fɜʔt̚˧ˀ˨ʔ]  | [fɐʔk̚˨ˀ˧ʔ]  |
| 八   | 博拔 | 全清入 | */preːd/                | [pæt]               | bā [pɑ⁵⁵]     | ba5 [paʔ˥]    | [pæʔ]         | [paʔ]  | [paiʔ˨˦] | [poʔ]  | [pat˧] | [pat̚]  | [pat̚]           | pati→hachi | patu→hatsu | pal、[pʰa̠l] |             |             |
| 八   | 博拔 | 全清入 | */preːd/                | [pæt]               | bā [pɑ⁵⁵]     | ba5 [paʔ˥]    | [pæʔ]         | [paʔ]  | [paiʔ˨˦] | [poʔ]  | [pat˧] | [pat̚]  | [pat̚]           | pati→hachi | patu→hatsu | pal、[pʰa̠l] | [ˀɓaːʔt̚˧ˀ˦] | [ˀɓaːʔk̚˦ˀ˥] |
| 易   | 羊益 | 次濁入 | */leg/                  | [jĭɛk]              | yì [i⁵¹]      | i5 [iʔ˥]      | [iəʔ]         | [iəʔ]  | [iʔ˥]    | [ɦiəʔ] | [jik˨] | [ik̚]   | [ʒit̚]/[it̚]      | yaku       | eki        | yeok、[jʌ̹k̚] |             |             |
| 易   | 羊益 | 次濁入 | */leg/                  | [jĭɛk]              | yì [i⁵¹]      | i5 [iʔ˥]      | [iəʔ]         | [iəʔ]  | [iʔ˥]    | [ɦiəʔ] | [jik˨] | [ik̚]   | [ʒit̚]/[it̚]      | yaku       | eki        | yeok、[jʌ̹k̚] | [zïʔk̟̚˧ˀ˨ʔ]  | [jɨ̞̠ʔt̚˨ˀ˧ʔ]  |
| 客   | 苦格 | 次清入 | */kʰraːg/               | [kʰɐk]              | kè [kʰɯʌ⁵¹]   | kä5 [kʰɛʔ˥]   | [kʰæʔ]        | [kʰaʔ] | [kʰaʔ˨˦] | [kʰɑʔ] | [hak˧] | [kʰak̚] | [kʰak̚] / [hak̚]  | kyaku      | kaku       | gaek、[kɛk̚] |             |             |
| 客   | 苦格 | 次清入 | */kʰraːg/               | [kʰɐk]              | kè [kʰɯʌ⁵¹]   | kä5 [kʰɛʔ˥]   | [kʰæʔ]        | [kʰaʔ] | [kʰaʔ˨˦] | [kʰɑʔ] | [hak˧] | [kʰak̚] | [kʰak̚] / [hak̚]  | kyaku      | kaku       | gaek、[kɛk̚] | [xɐɪʔk̟̚˧ˀ˦]  | [xɐʔt̚˦ˀ˥]   |

※註：「易」僅於「交換、變易」之義時讀為入聲[-k̚]（客語的[-t̚]亦如此），餘時為去聲。
部分客語中有腭齦音（如：漳潮片）而部分沒有（如：粵台片），而有腭齦音地區與無的地區通常發音上相對有較多差異。
臺灣客家語的「客」用於表示主客關係時發[kʰiet̚]，但臺灣客家語詔安腔無論在上述任一處皆發為[kʰa]

## 漢語各分支

### 官話
無入聲調類的北京官話、东北官话、胶辽官话、冀鲁官话將中古入聲字分派入平聲、上聲、去聲中，此現象稱為“入派三聲”。
北京官话中的入声字如何分派有若干規律可循（排除少量例外）：
1. 全濁聲母字派陽平（如薄、奪、宅、昨、石）；例外：劇、續。
2. 次濁聲母字派去聲（如肉、落、日、月、逆）；例外：辱（中國大陸的普通話中讀上聲）、額（通常讀陽平）。
3. 清聲母字可能派陰平、陽平、上聲、去聲之任一類，無固定規律；去声较多，上声较少。

中原官话和兰银官话將中古入声字分为两组。古全浊字归阳平；古清声字和古次浊字归入另一组：中原官话归入阴平，兰银官话归入去声。
西南官话的中古入声字今声调大都相同，大部分地区读阳平，少数地区仍保留舒聲韻形式的入声調，也有少數地區甚至不只保留入聲調也保留有塞音韻尾的入聲韻。

#### 现代标准汉语
- 當以下同一橫排條件全符合時，即為入聲字（空白表示無限制）；但是很多入聲字並不符合下列任一排的條件，如“切”、“塔”、“福”、“六”、“刻”、“骨”，這些字還需要強記。

| 北京官話聲母                                          | 韻母       | 聲調 | 例外                                                                        |
| ----------------------------------------------------- | ---------- | ---- | --------------------------------------------------------------------------- |
| 全清：ㄅ、ㄉ、ㄍ、ㄐ、ㄓ、ㄗ                          | 非鼻音韻尾 | 陽平 | 鼻、值                                                                      |
| 齿龈音： - 舌音：ㄉ、ㄊ、ㄋ、ㄌ - 精組：ㄗ、ㄘ、ㄙ ㄖ | ㄜ         |      | 呢、眲、若（般~）、惹                                                       |
| 软腭音：ㄍ、ㄎ、ㄏ 捲舌音：ㄓ、ㄔ、ㄕ、ㄖ             | ㄨㄛ       |      | 咼（渦、堝、過、鍋、禍） 果（猓、粿、裹、蜾、輠、餜、夥） 火、和（~麵）、貨 |
| 幫組：ㄅ、ㄆ、ㄇ 舌音：ㄉ、ㄊ、ㄋ、ㄌ                 | ㄧㄝ       |      | 爹、咩                                                                      |
| 全清非唇音：ㄉ、ㄍ、ㄗ 擦音：ㄏ、ㄙ                   | ㄟ         |      | 這、誰                                                                      |
| ㄈ                                                    | ㄚ、ㄛ     |      |                                                                             |
| 精組：ㄗ、ㄘ、ㄙ                                      | ㄚ         |      | 仨、灑                                                                      |
|                                                       | ㄩㄝ       |      | 嗟、靴、瘸                                                                  |

- 北京話入聲歸派表

| 聲母   | 全濁 | 全清       | 全清       | 全清       | 次清       | 次濁 |
| 聲母   | 全濁 | 塞音       | 擦音       | 零         | 次清       | 次濁 |
| ------ | ---- | ---------- | ---------- | ---------- | ---------- | ---- |
| 白讀層 | 陽平 | 上聲、陰平 | 上聲、陰平 | 上聲、陰平 | 上聲、陰平 | 去聲 |
| 文讀層 | 陽平 | 陽平       | 陽平、去聲 | 去聲       | 去聲       | 去聲 |
| 文讀層 | 去聲 |            |            |            |            |      |

### 其他辨識法
- 一字有文白异读，讀音為零韻尾，語音為元音韻尾（-i、-u），必為入聲字。
- 陽聲韻，即韻尾為鼻音ㄢ、ㄣ、ㄤ、ㄥ（n、ŋ）時，必非入聲。（例外僅廿）
- 韻母為/ɿ/，即拼音為zi、ci、si時，必非入聲。
- 韻母為uai、uei時，一般非入聲。（例外如率）
- 全清聲母（ㄅ、ㄉ、ㄍ、ㄐ、ㄓ、ㄗ，b、d、g、j、zh、z）的上聲字，一般非入聲。（例外如百、葛、骨、角、窄）
- 凡讀ㄒㄧˊ（xí）時，皆為入聲字。（例外如榽、驨）

入聲字的辨識原則可參考：陳新雄《萬緒千頭次第尋——談讀書指導》

#### 西南官話考量入聲
對於說西南官話的人來說，可以不用工具書，而根據瞭解的中古至今的語音變化規律來辨別大部分古代入聲字：
1. 古今聲調演變判斷：
  - 凡普通話讀陰、上、去而西南方言讀陽平的字都是古代入聲字。（例外：摸、玉）
2. 古今聲母演變規律判斷：
  - 凡不送氣的陽平字是古代入聲字。
  - 凡次濁聲母陽平字都不是古代入聲字。
3. 古今韻母演變規律判斷：
  - 凡鼻音韻尾（陽聲韻）字都不是古代入聲字。（例外：廿）
  - 凡[tsz̩]、[tsʰz̩]、[sz̩]音節的字不是古代入聲字，凡[ɑɻ]音節的字不是古代入聲字。
  - 凡[uaɪ]、[ueɪ]韻母的字不是古入聲字。（例外：蟀）
  - 除靴瘸以外的[yœ]韻母字是古代入聲字。
  - 凡普通話有元音韻尾而西南方言沒有的字是古入聲字。
  - 凡方言中的[iɔ]韻母字都是古代入聲字。
4. 根據形聲字的聲旁來判斷：
  - 詳見简启贤，《音韵学教程》：188－189。

#### 江淮官話（淮語）
淮語的中古入声字仍读入声，洪巢片大部（除庐江外）入声不分阴阳，只有一種入声调；洪巢片庐江、泰如片入声按照中古声母清浊分成阴入和阳入，有两種入声调；黃孝片也僅有一種入聲調，但部分古全濁入聲字歸入陽平或陽去調（如白、十），部分通摄入声字的韵尾變為后鼻音[ŋ]，但仍保留入聲聲調（如木）。

#### 晉語
晉語地區基本上都不同程度的保留入聲韻，基本全以喉塞音[ʔ]形式保留，一部分地区（如大同）不少字舒声促化。
北方官話、晋语与江淮官話的主要入聲歸派規律如下表：
|                      | 古清入 | 古次濁入 | 古全濁入 |
| -------------------- | ------ | -------- | -------- |
| 中原官话             | 陰平   | 陰平     | 陽平     |
| 冀魯官话             | 多陰平 | 去       | 陽平     |
| 膠遼官话             | 上     | 去       | 陽平     |
| 蘭銀官话             | 去     | 去       | 陽平     |
| 西南官话（除岷江片） | 陽平   | 陽平     | 陽平     |
| 西南官话（岷江片）   | 入     | 入       | 入       |
| 北京官话、東北官话   | 無規律 | 去       | 多陽平   |
| 江淮官話（淮语）     | 入     | 入       | 入       |
| 晋语                 | 入     | 入       | 入       |

### 吳語
大多數吳語收喉塞音[ʔ]。
但入聲在吳語温州话卻有特別展現。温州话仅有的一套韵尾是-ŋ，不是入聲韵尾，所以没有保留入声韵尾。但溫州話留有入声调，即即使入声沒了韵尾，但卻保留了兩種獨立的入聲調值，與其他聲調不同。而原本所谓“入声”就是比舒声短促；但是温州话两種入声调值却是323和212，比所有舒声都长。

### 閩語
閩語閩東片有-ʔ、-k两套入声韵尾，但大部分方言已经混同，只有古田话能够明显区分开来。
閩語莆仙片只有喉塞韵尾-ʔ。部分古清入字白讀已經舒化而併入陽去調。一些方言的陽入字分化成甲乙兩類，陽入乙音節通常較長、緊喉感微弱（或者完全舒化）且皆為白讀音；這類字在其他方言則併入舒聲調（多數與陽平調相混，江口則混入上聲調）。
閩語閩南片泉漳小片原只有6套辅音韻尾，其中[-p̚]、[-t̚]、[-k̚]是塞音，[-m]、[-n]、[-ŋ]是鼻音，但现代闽南片古「咸」（除覃韵）（收-m/-p）、「山」（收-n/-t）、「宕」（收-ŋ/-k）、「梗」攝二等（收-ŋ/-k）的白读音都不念这些韵尾，这些韵部的韵尾已经弱化为鼻化元音和喉塞韵尾-ʔ，只有文读音才念上述辅音韵尾。此外，潮汕小片多數方言韵尾-n/-t已经并入-ŋ/-k，澄海話則進一步將-m/-p併入-ŋ/-k。
閩語閩中片和閩語閩北片都只有入声调，沒有入声韵尾。
海南话北部方言与潮州話较接近，有-p、-t、-k三套入声韵尾，但南部方言大多只有喉塞韵尾-ʔ。海南话、雷州话都与闽南片的泉漳小片有一定亲缘關係。闽南片泉漳小片念喉塞韵尾的字，雷州话念成开韵尾。海南话、雷州话把闽南片的鼻化元音都念成口元音。

### 粵語
粵語有[-p̚]、[-t̚]、[-k̚]，如廣州話就三套入聲韻尾齊備，如納[nap̚]，殺[sat̚]，福[fʊk̚]；但各地入聲保存情況不盡相同，如東莞粵語以收[-k̚]韻尾為主，還有收喉塞音[ʔ]和元音化的；寶安區人口主要是外省移民，寶安粵語入聲已全部弱化而收喉塞音[ʔ]韻尾，也有入聲失落輔音韻尾，歸併到陰平35調中。
此外，粵語入聲普遍按元音長短分高低，不同粵語方言展現不同：廣州話只有陰入分高低，但台山話，玉林話等方言，則陰入和陽入都分高低。

### 客家語
客家語的入聲韻尾[-p̚]、[-t̚]、[-k̚]。客家語和後期中古漢語（唐宋二代為準）間的承襲關係明顯，如梅縣話法韻尾-p，髮韻尾-t。

### 贛語
贛語的入聲可分以下幾類：
- 既有入聲調，又有入聲韻尾。又可分兩種情況：

1. 只有一種入聲調，調值一般較高：宜豐、上高、新淦（有兩套韻尾）；武寧、宜春、樟樹、樂平、景德鎮、橫峰、鉛山、進賢、南城、永豐（只有一套韻尾）。
2. 有兩種入聲調：昌都片、宜瀏片、鷹弋片通常为陰入高、陽入低；撫廣片通常为陰入低、陽入高。
3. 有三種入聲調：永修、德安的入聲依古聲母清濁分陰陽，只有一套韻尾，陰入又根據聲母送氣與否再分為陰入1和陰入2，共三種入聲調；安義的入聲則依聲母的清濁分陰陽兩大類，其陰入又分為兩調因此也有三套入聲韻尾。
4. 有四種入聲調：都昌的入聲依古聲母的清濁分陰陽，有兩套韻尾，陰入與陽入各根據聲母的送氣與否再分為陰入1、陰入2和陽入1、陽入2，共四種入聲調。

- 有入聲調，無入聲韻尾。

1. 只有一種入聲調、讀長音、無塞音韻尾，如星子、鄱陽等地。

- 沒有入聲調，亦沒有入聲韻尾。古入聲字派入其他調類。根據派入的調類不同，可分以下幾種情況：

1. 湖口、彭澤按入聲字聲母清濁分別派陰去和陽去。
2. 分宜、峽江、安福、蓮花、萍鄉、寧岡、永新、吉水、吉安、泰和通常依入聲字聲母清濁分別派陰平和陽去。
3. 遂川古清入字歸陰去2、濁入字歸陰去1。

### 湘语
新湘语大部分保留独立入声调，且韵尾消失。
老湘语部分地区保留入声调，部分地区入声派入其他声调。相对新湘语而言，老湘语平声、去声三分，清入归阳平和浊入归阴去同时发生
以湘乡话（娄邵片湘双小片）为例，入声调值四分：
清音阴入13，如「铁」thie13，正好和全浊阳平同一个声调
不送气全浊（常见于白读层）次阴入24，如「局」ty24，正好和次浊次阳平同一个声调
送气全浊（常见于文读层）次阳入35，如「截」qia35，正好和次清次阴去同一个声调
次浊阳入45，如「入」nio45白/y45文，正好和全清阴去同一个声调

## 漢字文化圈的其他語言
古時漢文化大量輸出到東亞各國，漢字文化圈的其他語言完好而有規律保留入聲。

### 日語
漢字大概於隋、唐時代傳入日本，當時的漢語有入聲，日語音讀多數保留了古漢語入聲。但納入日語體系的入聲發音已完全沒有入聲的特點，其塞音音尾已獨立成另一音節（通常為か行、た行、は行（後轉變為わ行、[p]→[ɸ]→[w]→∅）的音節）。原為入聲漢字的音讀常有兩音節。

### 朝鲜语
朝鮮半島自古崇尚漢文化，今天的韓語有超过70%為漢字詞（漢字語）。朝鲜语的漢字音完整保留了中古漢語的入聲韵尾，如：（/ip̚k͈u/），（/hak͈jo/），（/oɕip̚/），但塞音/-t̚/韵尾一律變流音/-l/，如（/il/）、（/pʰa̠l/），並非直接保留。另外，在實際發音時，入聲韻尾有時會根據朝鲜语的发音规则變為鼻音或後一音節的聲母，如：（/toŋnip̚/），（/ʌmmu/），（/paɾʌn/），（/ɕibo/）。

### 越南語
越南语在古代引入了大量汉语词，汉字的古汉语发音在越南语保留得很好。越南語汉字音韵尾只在拉丁字母拼写有4項变异，实际上相较中古汉语几乎没变。古汉语入聲韵尾收p、t、k的汉字在越南语依然收p、t、k，如、等，但西貢方言-t結尾的音節均發[-k̚]，而-ch結尾的音節則發[-t̚]。
現代越南語按調值共分平聲、玄聲、問聲、跌聲、銳聲、重聲六聲調。塞音-p、-t、-c、-ch結尾的音節相當於漢語入聲，衹可能是銳聲或者重聲。
| 序號 | 越南語名稱 | 漢譯名稱           | 漢越語對應中古漢語聲調 | 調值描述                                            | 例字 |
| ---- | ---------- | ------------------ | ---------------------- | --------------------------------------------------- | ---- |
| 1    |            | 平聲（陰平）       | 清平、次濁平           | 44，平，長，類似標準官話及標準粵語陰平聲            |      |
| 2    |            | 玄聲（陽平）       | 全濁平                 | 31，中降，長                                        |      |
| 4    |            | 問聲（陰上）       | 清上                   | 21（4），低降或低降後升，長，緊喉，類似標準官話上聲 |      |
| 5    |            | 跌聲（陽上）       | 次濁上                 | 32／4，中，緊喉且中斷                               |      |
| 3    |            | 銳聲（陰去、陰入） | 清去、清入             | 45，高升，短，類似標準官話陽平聲                    |      |
| 6    |            | 重聲（陽去、陽入） | 濁去、全濁上、濁入     | 21，低降，短，類似標準粵語陽入聲                    |      |

## 其他漢藏語系語言
漢藏語系外的語言，包括一度歸入其中的苗瑤語族、壯侗語族，以及近來有部分學者認爲有親屬關系的南島語系，和漢語有大量同源詞，很多漢語變體的入聲字在這些語言的同源詞也保留了塞音韻尾。
舉例：
| 闽南片（厦门話） | 藏語（拉丁轉寫） | 藏語（拉丁轉寫） | 緬甸語（拉丁轉寫） | 緬甸語（拉丁轉寫） | 勉語  | 勉語   | 泰語（拉丁轉寫） | 泰語（拉丁轉寫） | 邵語    | 邵語       |
| ---------------- | ---------------- | ---------------- | ------------------ | ------------------ | ----- | ------ | ---------------- | ---------------- | ------- | ---------- |
| 六：la̍k／lio̍k    | དྲུག།：drug        | /ʈ͡ʂʰu˩˧˨/        | ခြောက်：hkrauk         | /t͡ɕʰaʊʔ/           | juqv  | /tɕu˦/ | หก：hok          | /hok̚˨˩/          | katuru  | /kato:roʔ/ |
| 八：pat          | བརྒྱད།：brgyad     | /cɛː˩˧˨/         | ရှစ်：hrac           | /ʃɪʔ/              | hietc | /ɕet˨/ | แปด：paet        | /pɛːt̚˨˩/         | kashpat | /kaʃpat/   |

## 外部連結
- 入声字自动标注、查询工具（页面存档备份，存于）